# 5-й уланский полк (Австро-Венгрия)
5-й уланский полк, полное название 5-й императорский и королевский венгерско-хорватский уланский полк имени Николая II, императора России (нем. K.u.k. Ungarisch-Kroatisches Ulanen-Regiment „Nikolaus II. Kaiser von Rußland“ Nr. 5) — кавалерийский полк Императорских и королевских уланов Австро-Венгрии.

## История

### Боевой путь
Полк образован в 1848 году по распоряжению хорватского бана, фельдмаршал-лейтенанта Йосипа Елачича как часть хорватских войск. Состоял из трёх дивизионов Знамённого гусарского полка (нем. Banderial-Husaren-Regiment). Принял боевое крещение во время революции, из Вены отправился в бой под Швехат, сражался под Парндорфом и Моором. В 1849 году с Высочайшего разрешения 23 июля полк был включён в состав Кайзерской армии как регулярный 13-й гусарский полк, в том же году сражался под Тетеньи, отряды этого полка участвовали в сражениях под Нойхойзелем и Солноком, под Тапио-Бичке и Ишасегом. Летом полк Южной армии был передан под командование бана, его эскадроны были прикомандированы к пехотным бригадам. Сражался под Петервардайном, Обече и Хедьешем. В 1850 году полк был расформирован, но указом от 8 января 1851 года личный состав полка был включён в состав нового, 5-го хорватско-славонского уланского полка (нем. Kroatisch-Slawonisches Ulanen-Regiment Nr. 5) численностью 4 дивизиона.
В 1860 году был расформирован 4-й дивизион. В 1866 году пять эскадронов полка в составе Северной армии, 2-й резервной кавалерийской дивизии сражались под Кёниггрецем. В битве при Тишновице некоторые отряды были полностью разгромлены. В дни Боснийского кризиса полк был частью кавалерийской бригады 13-го армейского корпуса. На трёх поездах войска были доставлены в Боснию, где участвовали в боях под Баня-Лукой, Яйце, Сараево, Велечево и Ключем. Во время Первой мировой войны сражались против войск Сербии и Российской империи, помогая пехотным частям.
Незадолго до краха Австро-Венгрии полки прекратили боевые действия и по большому счёту присягнули Государству словенцев, хорватов и сербов, изгнав немецких и венгерских офицеров. По пути домой многие полки вынуждены были принять участие в боях против войск УНР и ЗУНР, а затем пешком пройти через Карпаты. Только часть полков достигла бывшей австро-венгерской границы под Подволочиском.

### Структура
- Подчинение: 2-й армейский корпус, 2-я кавалерийская дивизия, 16-я кавалерийская бригада[2].
- Набор рекрутов (1914 год) — Загреб.
- Национальный состав: 97 % сербов и хорватов и 3 % прочих национальностей[3].
- Языки: сербохорватский.

### Униформа
- 1848 год: чёрный кивер, васильковые шинель, мундир-аттила и брюки, жёлтые пуговицы
- 1851 год: светло-голубая чапка, тёмно-зелёные уланка и брюки, алые лацканы, жёлтые пуговицы
- 1865 год: синяя татарка, светло-голубые уланка и брюки, жёлтые пуговицы
- 1868 год: светло-голубая татарка, светло-голубая уланка, бордовые брюки и лацканы, жёлтые пуговицы
- 1876 год: светло-голубая чапка, светло-голубая уланка, бордовые брюки и лацканы, жёлтые пуговицы

## Гарнизоны
| I. | II. |
| --- | --- |
| - 1849 Вараждин - 1851 Грац - 1854 Шарошпатак - 1855 Мишкольц, Дьендьеш - 1856 Цеґлед - 1857-59 Кронштадт - 1865-66 Пешт - 1866 Дьендьеш - 1870 Фюнфкирхен | - 1871 Рума - 1874 Санкт-Георген - 1875 Сисак - 1878 Травник - 1879 Тольна - 1889 Штульвайсенбург - 1896 Вараждин - 1912 Штайнманагер |

- 1914: штаб и оба дивизиона — Сомбатхей.

## Покровители полка
- 1866—1884: генерал кавалерии, граф Карл Валльмоден-Гимборн
- 1885—1894: великий князь Николай Александрович
- 1894—1914: император и самодержец всероссийский Николай II

## Командиры
- 1849: полковник граф Отто Сермаге
- 1849: полковник барон Антон Елачич де Бузим
- 1854: полковник барон Фердинанд фон Кирхбах
- 1859: полковник Юлиус Флук, эдлер фон Ляйденкорн[4]
- 1864: полковник граф Фридрих Шааффготше
- 1865: полковник граф Пауль Хомпеш-Болльхайм[5]
- 1869: полковник риттер Адольф фон Вислоцкий
- 1873: полковник риттер Карл Руис де Роксас
- 1877: полковник Петер, эдлер фон Тер[6]
- 1882: полковник Густав Виммер
- 1887: полковник барон Гуго Комерс фон Линденбах
- 1894: полковник граф Максимилиан Ходиц и Вольфрамиц
- 1894: полковник риттер Оскар Кивиш фон Роттерау
- 1900: полковник Рихард Клаузниц
- 1905: полковник Виктор Майр
- 1910: полковник Густав Лозерт
- 1914: подполковник Рудольф Фюртмюллер[7]